# Henri Lignon
Henry Lignon (Lunéville, 1884 – Tarbes, 1º novembre 1935) è stato un ciclista su strada francese, professionista dal 1904 al 1914. Pioniere del ciclismo, si mise in luce nelle classiche di un giorno, ottenendo piazzamenti di rilievo: concluse terzo il Giro di Romagna 1910 (prima edizione della corsa) e quinto alla Milano-Sanremo 1911. Colse le uniche vittorie in semiclassiche del tempo: la Parigi-Dieppe (nel 1907), la Reims-Nancy (nel 1909) e la Coppa Val d'Olona (nel 1910).

## Palmarès
- 1907 (Alcyon, una vittoria)

Parigi-Dieppe
- 1909 (Alcyon, una vittoria)

Reims-Nancy
- 1910 (Alcyon, una vittoria)

Coppa Val d'Olona

## Piazzamenti

### Grandi Giri
- Tour de France

1905: 16º
1907: ritirato (10ª tappa)
1908: ritirato (5ª tappa)
1914: ritirato (6ª tappa)

### Classiche monumento
- Milano-Sanremo

1911: 5º
- Giro di Lombardia

1909: 6º